# Albatros cu cap alb
Albatrosul cu cap alb (Thalassarche cauta) este un albatros de mărime medie care se reproduce pe trei insule îndepărtate de coasta Tasmaniei, Australia, în sudul Oceanului Indian. Durata sa de viață este de aproximativ 60 de ani și a fost văzut până în Africa de Sud și pe coasta Pacificului din Statele Unite.

## Galerie

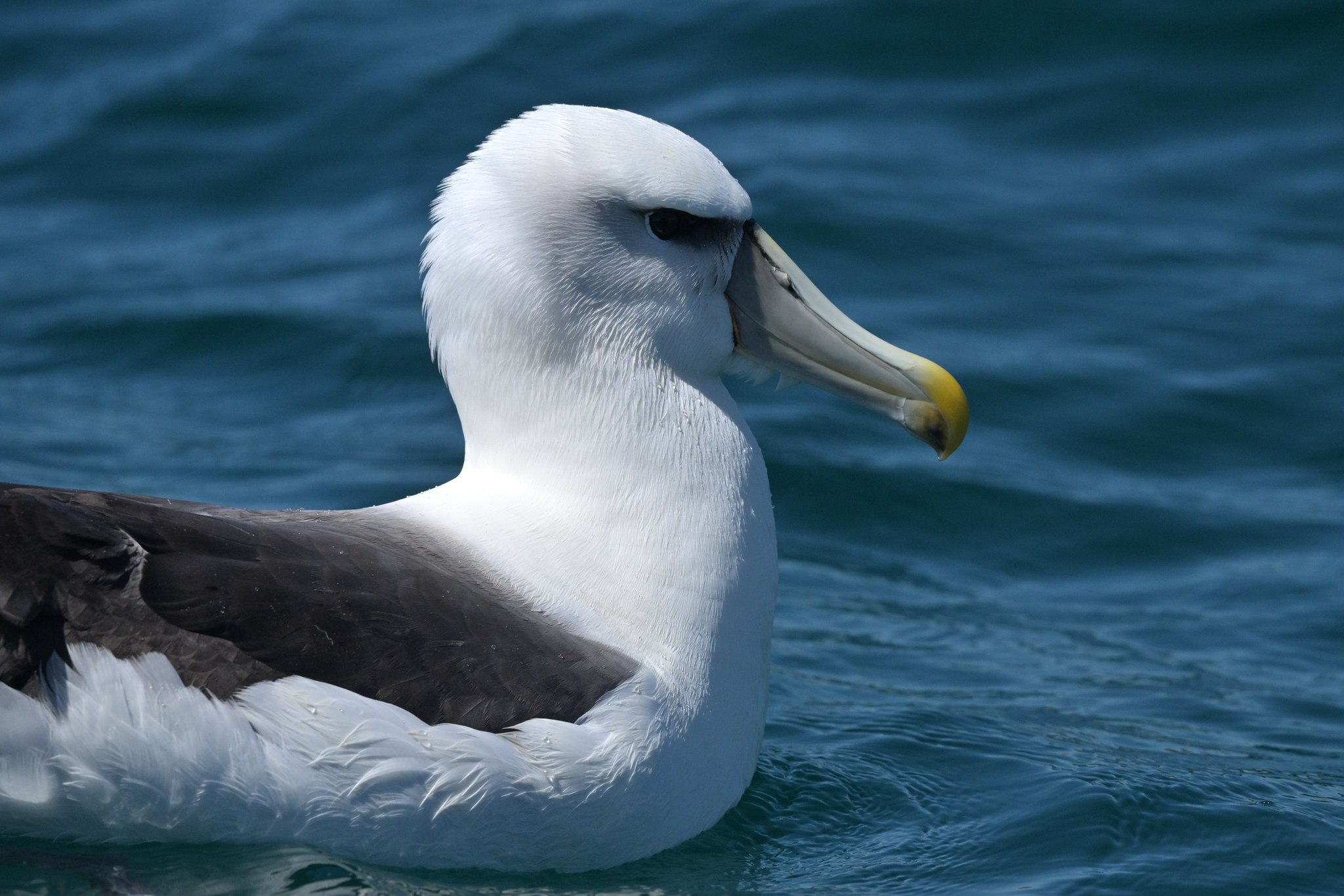
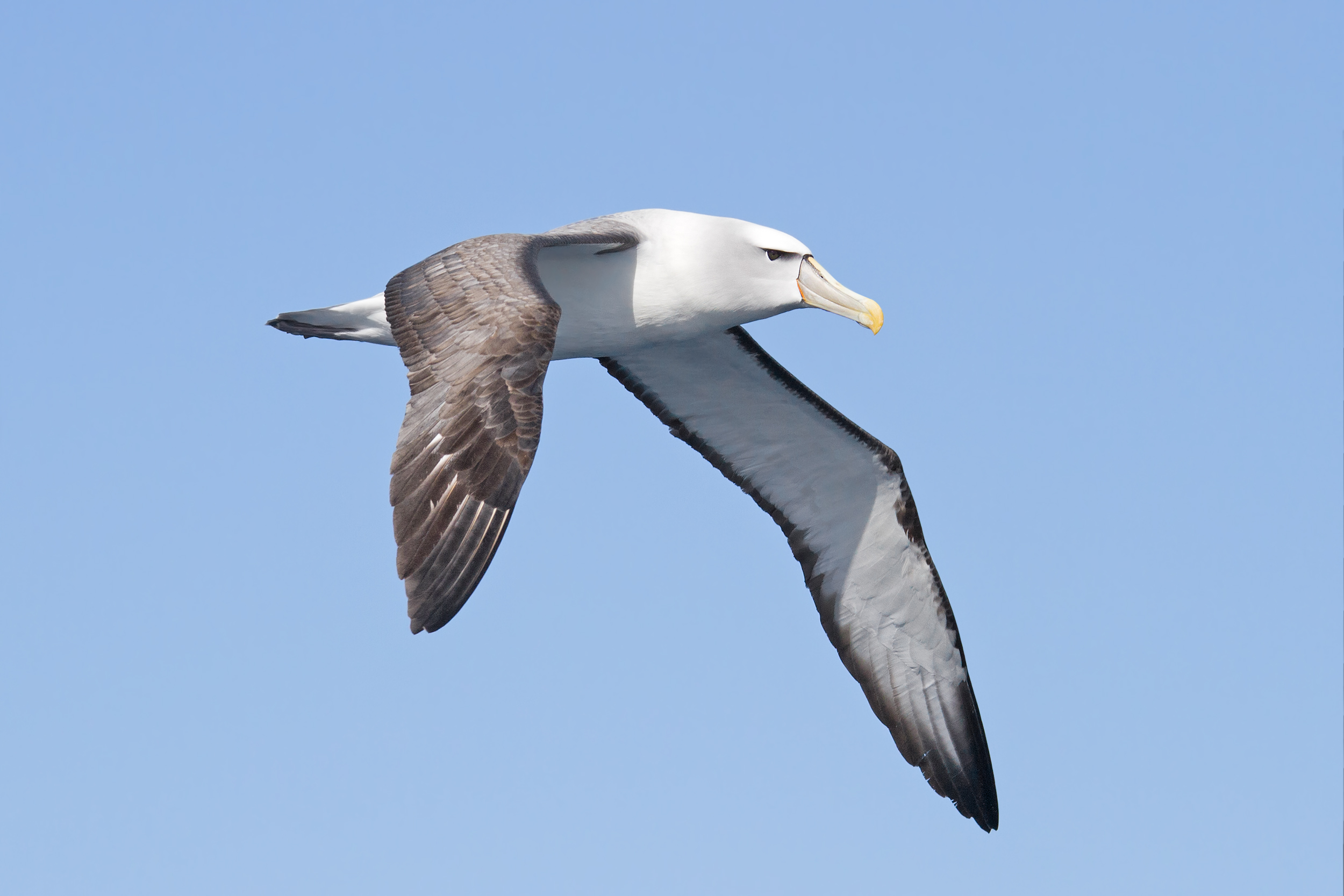